# 岡井克升
岡井克升（日语：／ Okai Katsunori，10月8日—）是一名日本男性聲優，兵庫縣出身，Kenyu Office所屬。舊藝名岡井克升（日语：岡井 克升）。

## 簡歷
出身於talk back聲優培訓學校。
2016年2月1日，宣布將藝名從「岡井克升」改為。

## 人物
特長是關西方言、做牛肉乾。興趣是調製雞尾酒、登山以及騎公路自行車。

## 演出作品
※粗體字為主要角色。

### 電視動畫
2012年
- 少女與戰車（觀眾）
- 戰國Collection（村裡的少年）

2013年
- 野獸傳奇（アゴールB）
- 戰姬絕唱SYMPHOGEAR（大先生、政府高官B）

2015年
- 忍者亂太郎（旅人）
- 駭客娃娃 THE·Anima~tion（弄内郁夫、客）
- 蠟筆小新（大叔）

2016年
- 無彩限的幻影世界（棕熊人兵、哈姆雷特）
- Active Raid－機動強襲室第八係－（警備員A）
- B-PROJECT〜鼓動＊Ambitious〜（AD B）
- ALL OUT!!（吉備將太[3]、裁判、武藏諭吉）
- 漂流武士（歐爾特兵）

2017年
- 慕留人-火影忍者新世代-（J·J、現場監督、劇中的工作員、上下左右、忍者學校職員、失物招領處的男人、蜂谷的夥伴、忍者學校學生、竹取蜂起）
- 巴哈姆特之怒 VIRGIN SOUL（士兵）
- 哆啦A夢（歩兵1）
- 地獄少女 宵伽（風間理史的父親）

2018年
- 慕留人-火影忍者新世代-（雷車強盜團、考官、方助的部下、木葉忍者·卡卡西的部下）
- 夢王國與沉睡中的100位王子殿下（衛兵）
- HUG! 光之美少女（彩的父親）
- 進擊的巨人 Season3（男）
- 佐賀偶像是傳奇（觀眾3、演唱會工作人員B）

2019年
- 慕留人-火影忍者新世代-（商人、雷漢堡店員、破爛團·盜賊、村民、醉漢、國境溫泉町的人們、龍奇的教團員、邪神教·教團員、柑橘的部下、破落戶、店員、通緝犯）
- 龍族拼圖（記者B）
- 三次元女友 REAL GIRL（上司）
- 閃電十一人 獵戶座的刻印（佩佩·班特拉斯）
- 爆丸5星域爭霸（俊）
- 小書痴的下剋上（昆特同僚、古埃及人、受付、藍色神官、灰色神官）
- BEASTARS（狐狸）
- 我的英雄學院 第4期（不良敵人）
- 碧藍幻想 The Animation Season 2（造船工人）

2020年
- 慕留人-火影忍者新世代-（鬼燈城看守、鬼燈城囚人、狢強盜團員、山賊、叛忍、阿納托、情報屋手下、無賴、社員、依代憑依）
- 小書痴的下剋上 第2期（艾格蒙、薩姆、奇爾博塔商會店員、英格、侍從）
- 更多！認真地不認真的怪俠佐羅利（ポルケ）
- 體操武士（忍者ショーの司会、司会者、男性アナウンサー、声C）
- 炎炎消防隊 貳之章（消防士）
- 萌可魯玩偶貓（藝人B）
- 魔女之旅（那邊村子的村民）
- 災禍的真理 -ZUERST-（莫拉）
- 月歌。 THE ANIMATION2（荻島）
- 憂國的莫里亞蒂（鐵道警察）

2021年
- 慕留人-火影忍者新世代-（站內廣播、賣金魚的、博羅教團的信徒、稻荷的哥哥、凪之國的忍者）
- 回復術士的重啟人生（獸人）
- 憂國的莫里亞蒂（艾姆茲、赫歇爾）
- 緋紅結繫（部下、部下A）
- 魔法科高中的優等生（ブランシュ兵）
- IDOLiSH7 Third BEAT!（工作人員A）
- 卡片戰鬥！！先導者 overDress（旁白、拂曉成員）

2022年
- 慕留人-火影忍者新世代-（科學忍具研究員、水之國的人、舟戶兵、化學忍具研究員、舟戶兵砲手、道托島的人、船大工的職人、偵察隊隊長、舟戶一族、霧隱的忍者、盜竊團、助監督、木葉城的人、大臣的部下、樂園的職員）
- 相愛相殺（構成員2、構成員、艾米、湯姆、警察）
- 秘密內幕～女警的反擊～（青山）
- 平凡職業造就世界最強 2nd season（賊B）
- 舞伎家的料理人（客人）
- 遊戲王GO RUSH（888萬人的同胞、觀眾、MIK隊員C、MIK隊員B、男性、外星人、達馬斯、尼克泰達蒙、部下B）
- SPY×FAMILY間諜家家酒（WISE機關員、黑衣男、聽眾、伊甸學園教師、司機、敵組織男、播音員、研究員、吉布斯、醫生、扎卡里斯大佐、國家保安局員）
- 射擊覺醒！激鬥瓶蓋人DX（瓶蓋戰鬥者4、BMA幹部C）
- 小書痴的下剋上 第3期（男、職人）
- 薔薇王的葬列（從者C）
- 異世界歸來的舅舅（配送員）
- 花火醬總是遲到（講大事的人、店長、觀眾A、客A）
- 打工吧！！魔王大人（獨眼巨人）
- 異世界藥局（船醫）
- 菜鳥鍊金術師開店營業中（格雷、惡德鍊金術師）
- 宇崎學妹想要玩！ω（黑木）
- 黃金神威 第4期（阿伊努男子）
- 我想成為影之強者！（教團兵、觀眾）
- 機動戰士鋼彈 水星的魔女（教師、蓋爾的前輩社員）

2023年
- 慕留人-火影忍者新世代-（囚犯、巡邏、警備兵）
- 哆啦A夢（記者）
- 遊戲王GO RUSH（老爺爺）
- 黃金神威 第4期（樵夫）
- 我想成為影之強者！（士兵、騎士）
- 轉生公主與天才千金的魔法革命（老手冒險者）
- 英雄傳說 閃之軌跡 北方戰役（市民A）
- FLAGLIA（米斯利爾[4]）
- 呆萌酷男孩（男性）
- 銀砂糖師與黑妖精（職人）
- 和山田談場Lv999的戀愛
- 第二次被異世界召喚（憲兵）
- 機動戰士鋼彈 水星的魔女 Season2（交涉人）
- 獻祭公主與獸王（爬蟲族A、市民D）
- 我內心的糟糕念頭（客B）
- 魔法使的新娘 SEASON2（塞斯的父親、親類）
- 名偵探柯南（水谷漣）
- 英雄教室（教官、上級クラス）
- 奇異賢伴 黑色天使（安迪）
- 七魔劍支配天下（相馬安綱、男學生B）
- BLEACH 千年血戰篇-訣別譚-（死神）
- 咒術迴戰 咒術迴戰 懷玉·玉折 / 澀谷事變（蚯蚓人）
- 打工吧！！魔王大人 2nd Season（市民）
- 葬送的芙莉蓮（主人）
- 『催眠麥克風-Division Rap Battle-』Rhyme Anima +（組員、紅味噌兄弟、學生、室長、sink or swim、Doggy Dog Bow!、流氓）
- 鴨乃橋論的禁忌推理（刑事）
- 不死不運（殭屍）
- SPY×FAMILY間諜家家酒 Season 2（醫生）
- 闇影詩章F（職員）

2024年
- 哆啦A夢（狗、海報的聲音①）
- 遊戲王GO RUSH（噗次郎、塞達貝爾加CPU）
- 月刊妄想科學（客、師匠、記者）
- 無職轉生II～到了異世界就拿出真本事～（配送員）
- 從Lv2開始開外掛的前勇者候補過著悠哉異世界生活（利烏利斯）
- WIND BREAKER—防風少年—
- 異世界自殺突擊隊（男性、士兵）
- 為何我的世界被遺忘了？（參謀）
- 魔導具師妲莉亞永不妥協
- Delico's Nursery（住民）
- 青春之箱（部員）
- 2.5次元的誘惑（攝影師B）
- 平凡職業造就世界最強 season 3（帝國兵）
- 重啟人生的千金小姐正在攻略龍帝陛下（貝爾布魯格兵、賊）
- 一兆＄遊戲（寸頭男）
- 夏目友人帳 漆（祓屋、的場門弟）

2025年
- 終究，與你相戀。（山本）
- 神劍闖江湖－明治劍客浪漫譚－ 京都動亂（志志雄的部下）
- 平凡上班族到異世界當上了四天王的故事（上班族B、村民B）
- 藥師少女的獨語 第2期（宦官）
- LAZARUS 拉撒路（跟班）
- 忍者亂太郎（配送員、烏鴉）
- 黑執事 綠之魔女篇（軍人）
- 拜託請穿上，鷹峰同學（男學生A、男學生C）
- 正義使者 -我的英雄學院之非法英雄-（MAD HATTER明）

### 劇場版動畫
2015年
- 屍者的帝國（榎本）

2022年
- 鈴芽之旅

2023年
- Princess Principal Crown Handler 第3章（貴族）
- 名偵探柯南：黑鐵的魚影（警官）
- 青春豬頭少年不會夢到紅書包女孩（男學生）
- 劇場版 SPY×FAMILY CODE: White（貝爾納德）

2024年
- Bloody Escape -地獄的逃走劇-（不滅騎士團員）
- Code Geass 奪回的Rozé（新布里塔尼亞貴族）

### OVA
2016年
- 銀魂゜（信徒A）

### 網路動畫
2020年
- 爆丸 裝甲聯盟（俊、ジレーター）

2022年
- 爆丸 Evolutions（俊）

2023年
- 境界戰機 極鋼之裝鬼（火神隊員）

2024年
- MONSTERS 一百三情飛龍侍極（村民）

2025年
- 月出之戰（蓋奧爾格·蘭德里[5]）

### 遊戲
2008年
- 心之國的愛麗絲（男性2）
- 生化奇兵

2010年
- 三國戀戰記：少女的兵法

2013年
- Muv-Luv Alternative Chronicles 04（中隊長）

2014年
- アラビアンズ・ダウト
- DIABOLIK LOVERS MORE,BLOOD

2015年
- 異塵餘生4（ビリー、ジョージ・クーパー）

2016年
- （鬼島俊明）
- 一血卍傑-ONLINE-（ヒルコ、ザシキワラシ、フクロク）

2017年
- 無盡對決 (モスコブ)
- 人中之龍 極2（西田）

2018年
- 審判之眼：死神的遺言
- 少女與龍～幻獸契約 Cryptract～（[6]）
- D×2 真・女神轉生Liberation
- -TABAKARI NO HIME-（李白[7]）
- 人中之龍 Online（植井圭）

2019年
- 元氣封神除眠

2020年
- 人中之龍7 光與闇的去向
- （[8]）
- 惡靈古堡3 重製版（マーフィー・シーカー）
- Final Fantasy VII 重製版
- 最後生還者 第II章
- 勇者鬥惡龍X 荊棘巫女與毀滅之神 Online（[9]）
- 聖鬥士星矢（聖域統領）
- 劍客物語（[10]、アレス[10]）

2021年
- Buddy Mission Bond（[11]）
- JACKJEANNE
- 問答RPG 魔法使與黑貓維茲（[12]）
- 怪物彈珠（降三世明王[13]）
- 破曉傳奇
- SINce Memories 在星天之下（木戶重人）
- 決鬥大師PLAY'S（超聖竜ボルフェウス・ヘヴン、邪眼皇ロマノフI世、密林の総督ハックル・キリンソーヤ 他）

2022年
- 機動戰士鋼彈 U.C. ENGAGE（[14]）
- Verse Saber（倫太郎[15]）
- 三國志幻想大陸（徐盛[16]）
- 無期迷途（空虚的傀儡[17]、老人[17]）

2023年
- 永恆輪迴（[18]）
- 歧路旅人II
- 超偵探事件簿 霧雨謎宮（奇殺師芬克）
- 機戰傭兵VI 境界天火（G6 雷德）
- 人中之龍7外傳 英雄無名
- HAPPY SAIN† SHEOL～亡者少女マヤ～（[19]）

2024年
- Poppy Playtime Chapter3（[20]）
- 昊緣（[21]）

2025年
- 記憶法則：白色幻影（傑恩、泰歐卓）

## 外部連結
- 岡井 カツノリ：Okai Katsunori 株式会社ケンユウオフィス
- 岡井克升的X（前Twitter）